# Kata Tjuta
A Kata Tjuta (pitjantjatjarául:Kata Tjuṯa, jelentése: sok fej, angolul: Olgas, jelentése: Olgák) látványos, kupolaalakú szigethegyek csoportja Ausztráliában, az Északi területen. A sziklaformáció 360 kilométerre délnyugatra fekszik Alice Springstől, a szomszédos Uluru (Ayers Rock) pedig 25 kilométerre keletre fekszik a hegycsoporthoz képest. A két helyszín közösen alkotja az Uluṟu-Kata Tjuṯa Nemzeti Parkot; a területet a helyi  ausztrál őslakos népek, a pitjantjatjarák és a yankunytjatjarák szentként tisztelik.
A Kata Tjutát 36 sziklakupola alkotja, amelyek összesen 21,68 km2 területet fednek le. A formáció anyaga kavicskő, az üledékes kőzetek egy olyan formája, amelyben a gránit és bazalt kőzetdarabokat homokkő fogja össze. A legmagasabb szikla, a Mount Olga 546 méterrel magasodik a környező síkság fölé, a csúcs 1066 méterrel a tengerszint fölött  található, így 198 méterrel magasabb mint az Uluru.

## Név
A sziklák nevét az itt élő őslakos pitjantjatjarák adták, a csúcsok alakjuk miatt kapták a „sok fejet” jelentő Kata Tjuta nevet. A hegycsoport európai nevét Olga württembergi királyné után kapta. A württembergi uralkodói pár nagy összegekkel támogatta Ferdinand von Mueller német felfedező ausztráliai expedícióit, így amikor Mueller tanítványa, Ernest Giles felfedezte a hegyet, 1872-ben a királyné tiszteletére nevezték el a felszínformát. 1993 december 15.-e óta mindkét név hivatalos.

## Geológia
Az Uluru és a Kata Tjuta habár hasonló időszakban keletkezett, felépítésük különbözik. A hegyeket körülvevő síkság, az Amadeus-medence mintegy 850-800 millió éve jött létre, amelyet keletkezésekor sekély tenger töltött ki. A síkságból körülbelül 550 millió éve granulit hegyláncok emelkedtek ki az úgynevezett Petermann-hegységképződés során. Az erózió hatására a lemorzsolódott granulit összekeveredett a környező metamorf kőzetek anyagával, létrehozva a Mount Currie konglomerátumot. Ez a kavicskőzet elsősorban bazaltból, porfirból, gránitból, gneiszből és vulkanikus kőzetekből áll, a szemcsék közötti teret mikroklinból, kvarcból, ortoklászból és egyéb ásványokból felépülő homok és sár tölti ki. Ezzel szemben az Ayers Rock sokkal kisebb szemcséjű, réteges homokkő. A Mount Currie konglomerátumból álló Olgas a környezetéhez képest keménynek számított, így az erózió hatására az évmilliók alatt kipreparálódott és tanúhegyek csoportjává vált. 

## Mítoszok
Az itt élő animista ausztrál őslakosok számára Kata Tjuta az egyik legszentebb helyszínnek számított, úgy vélték, hogy a sziklaformáció az álomidőből származó túlvilági energia egyik földi központja. A hegyet kizárólag beavatott férfiak közelíthették meg, hogy szertartásokat végezzenek. Számos helyi legenda és mítosz kapcsolódik a sziklaformációhoz, ezek egyik központi alakja a nagy kígyókirály, Wanambi, aki a Mount Olga csúcsán él és csak a száraz évszakban jön le a síkságra. Képessége, hogy akár egy apró szellőt is hurrikánná képes erősíteni, ezzel büntetve meg a gonosztevőket. A őslakos kulturális újjászületés részeként az Uluru és a Kata Tjuta ismét fontos spirituális központtá váltak a 21.században.

## Elérhetősége
Az outback közepén található Olgas minden nagyobb lakott helytől távol esik. A látogatók többsége az Ayers Rock repülőtérre érkezik, innen 55 km autóútra fekszik a hegy. A nemzeti park látogatóitól belépési díjat is szednek. A Kata Tjuta közúton Alice Springstől 495 km távra van, amelyet a Stuart és a Lasseter országúton keresztül lehet elérni, nagyjából 4,5 óra vezetéssel. Az Olgas hegyeit két fontosabb túraútvonal járja be, a Valley of the Winds (Szelek völgye, 7,4 km) és a Walpa George ösvény (2,6km).

## Galéria

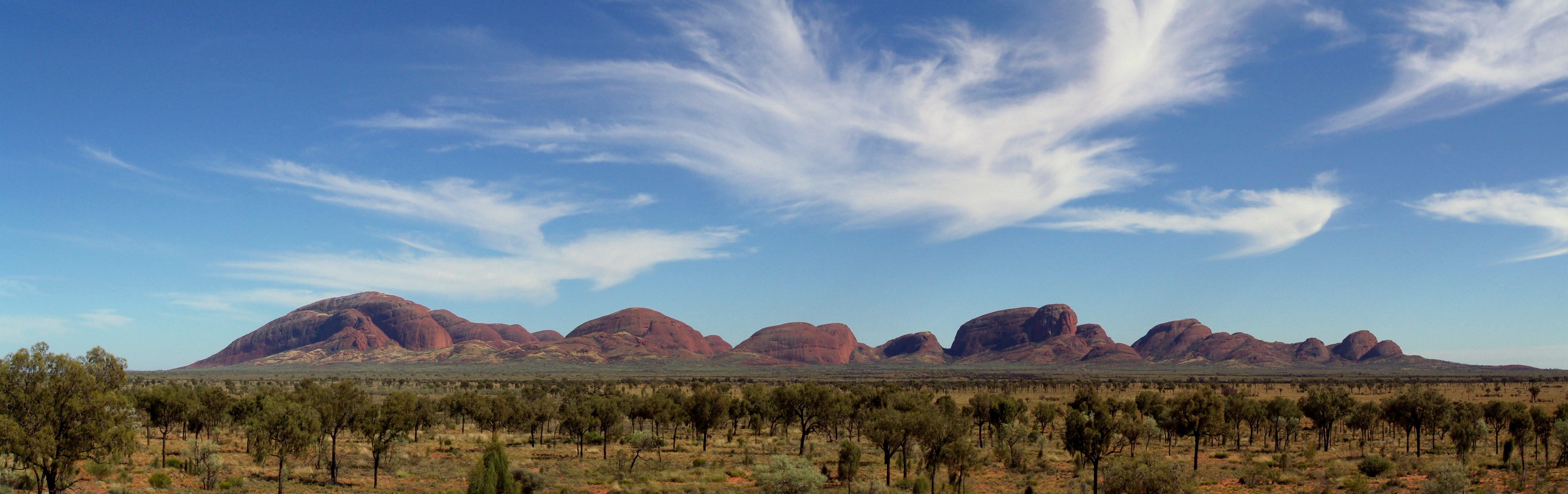

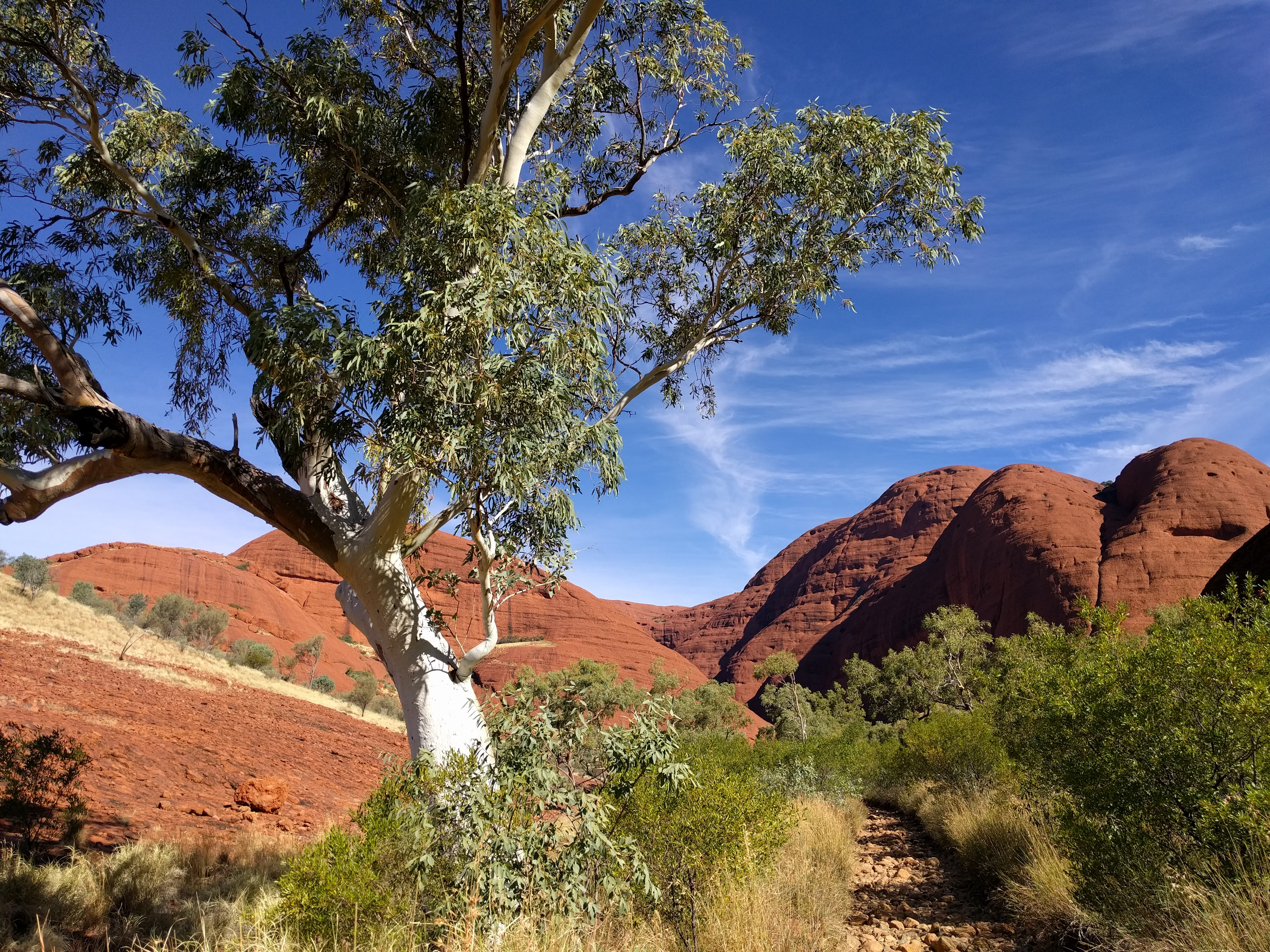
A Szelek völgye
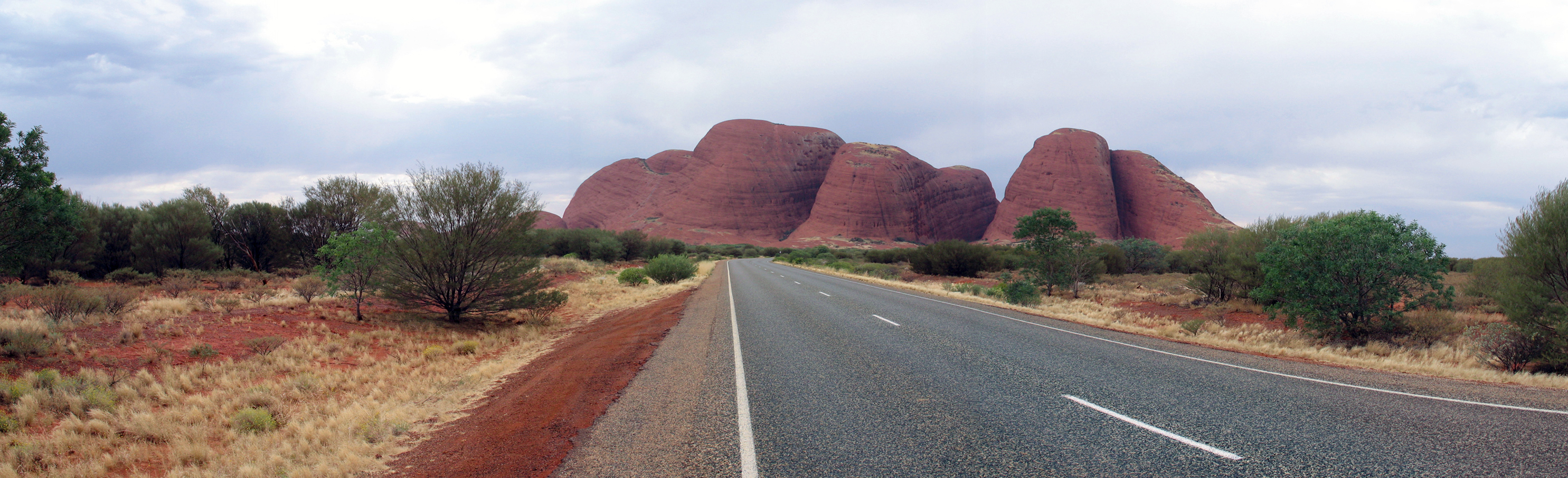
A hegy látképe az országút felől nézve
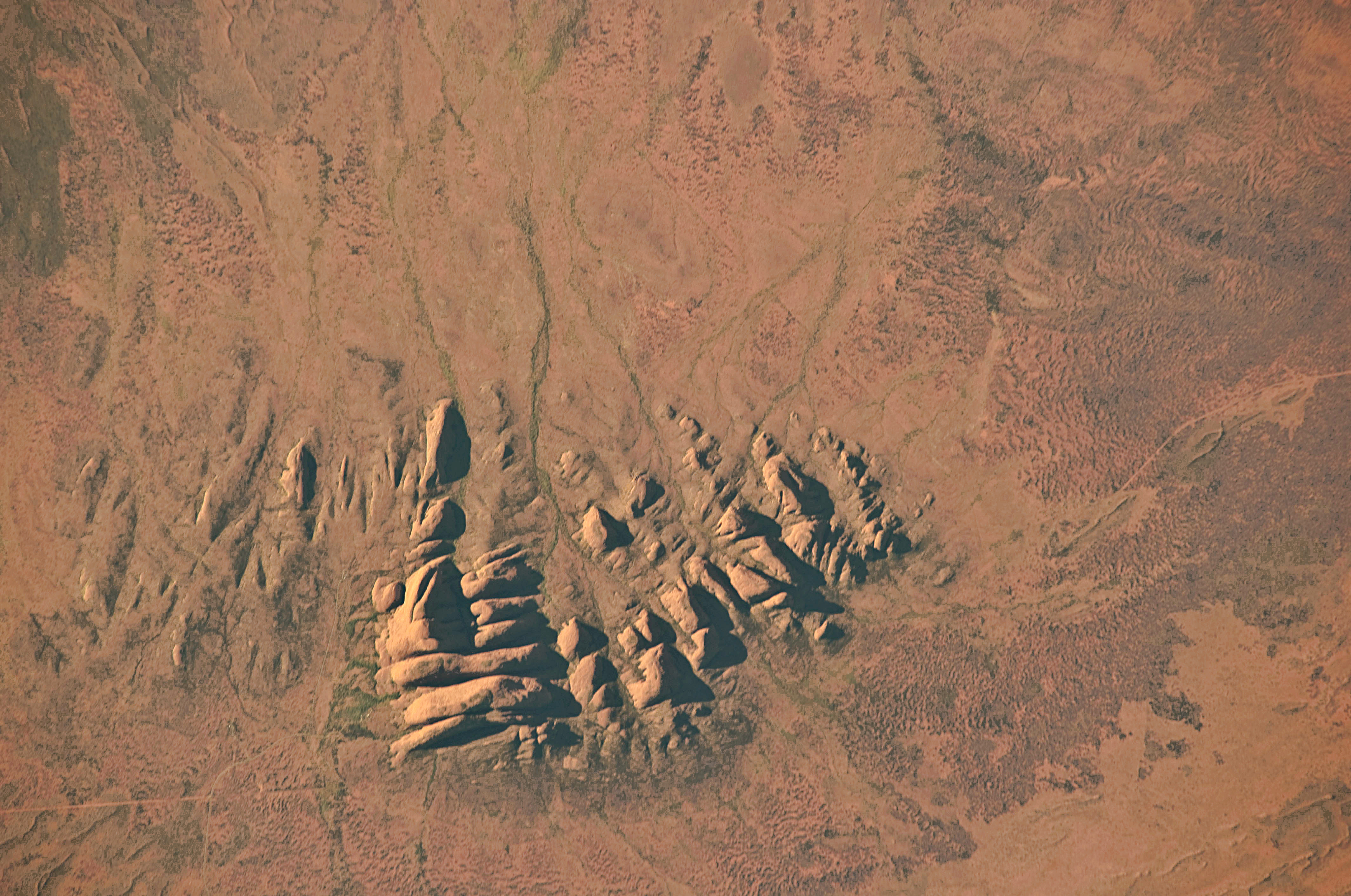
Az Olgas az űrből nézve
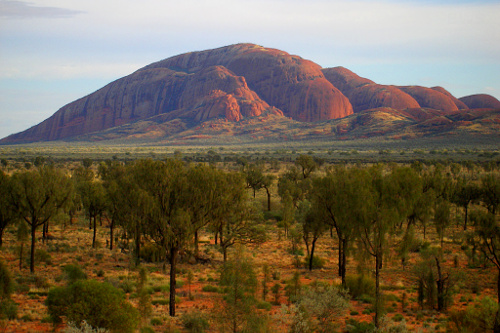
Akácia erdő a hegy előterében
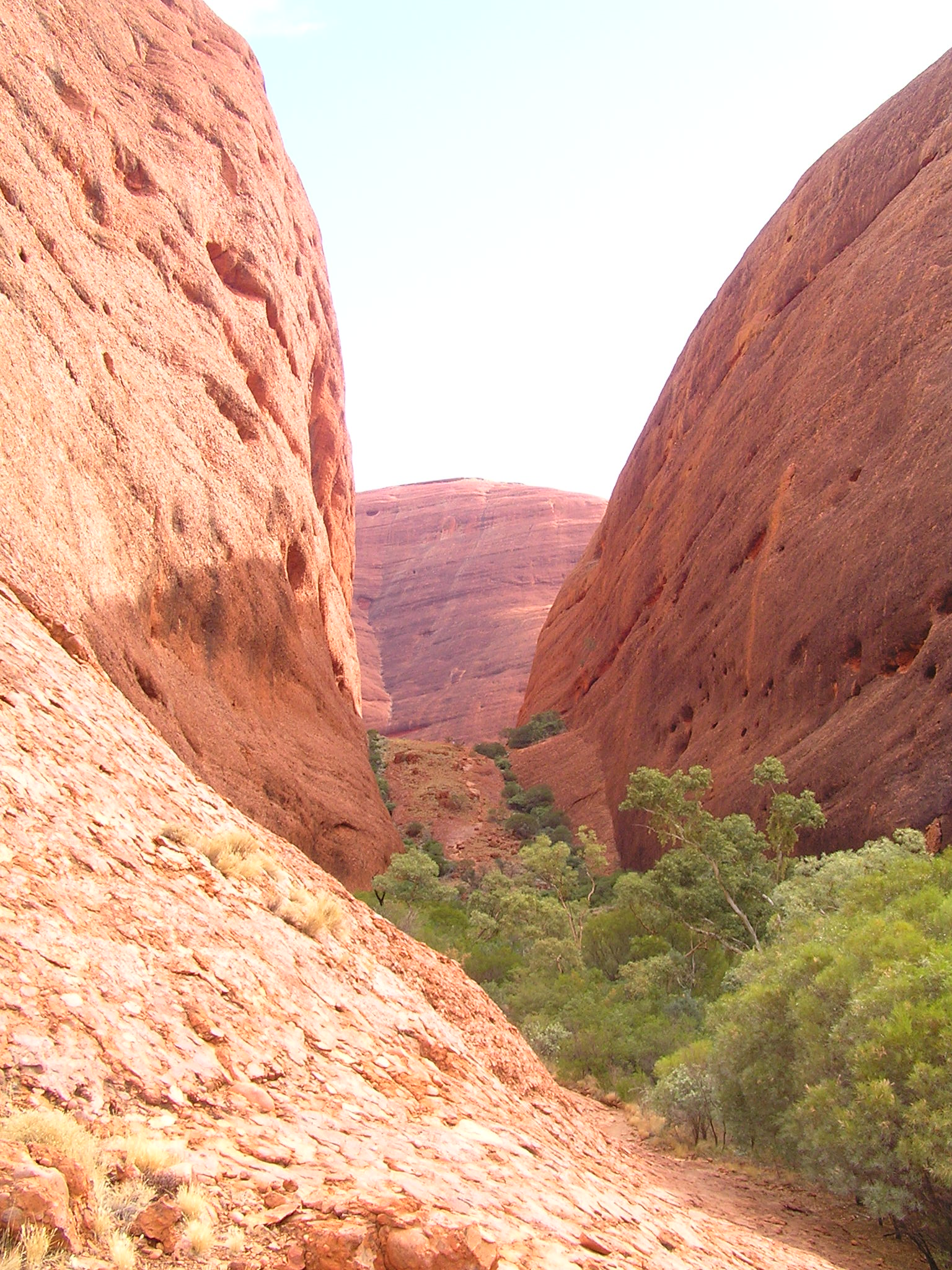
A sziklafalak közelről
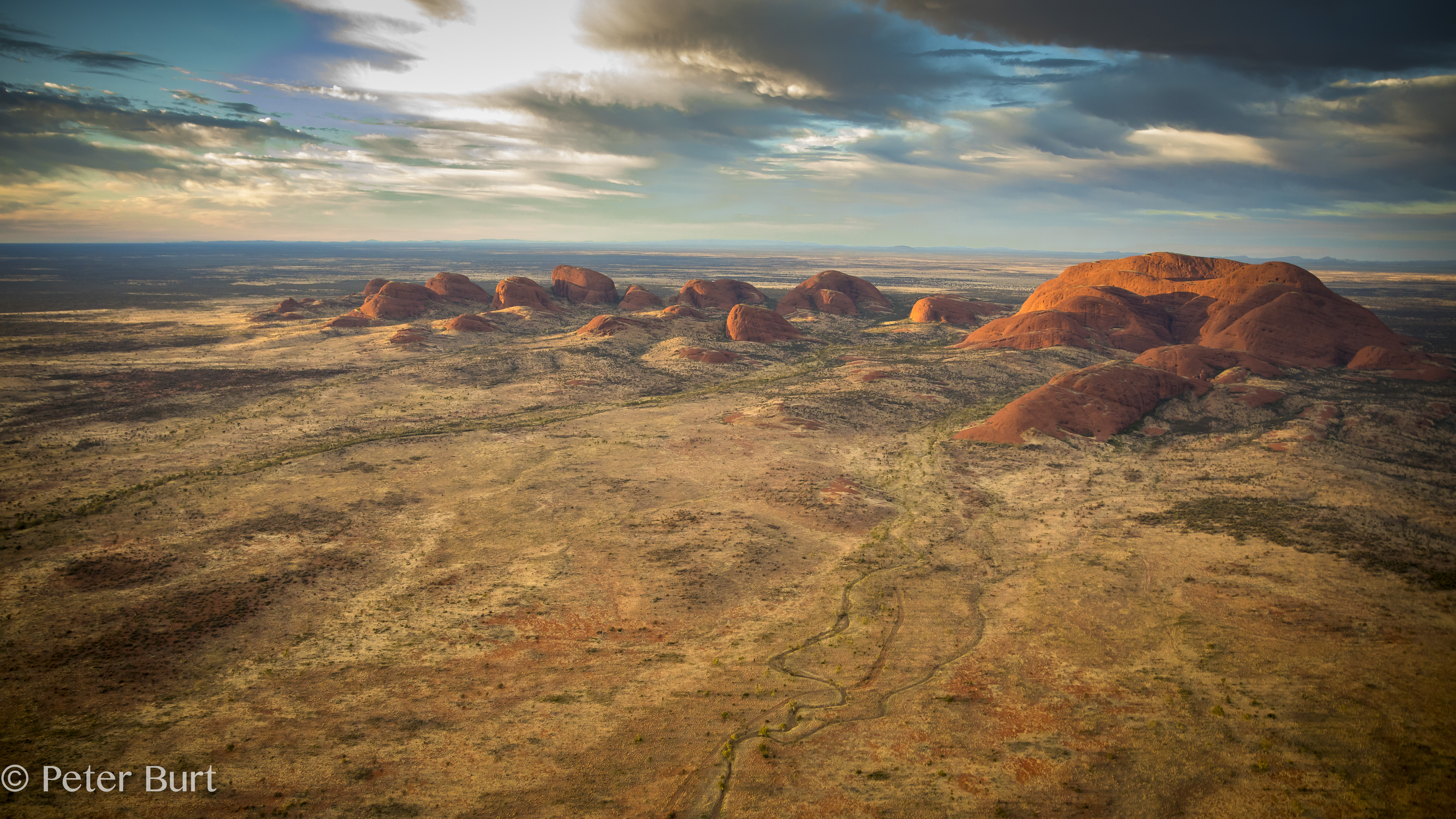
Légifelvétel